# Noilde Ramalho
Noilde Pessoa Ramalho conhecida por Noilde Ramalho (Nova Cruz, 19 de julho de 1920 — São Francisco do Sul, 25 de dezembro de 2010) foi uma educadora potiguar, exemplo de dedicação ao ensino, símbolo de um modelo educacional.

## Biografia
Fez os estudos primários em Natal e foi aluna da Escola Doméstica de Natal, onde, a partir de 1940, passaria a lecionar. Em 1945, foi nomeada diretora na escola domestica. Desde então, a professora Noilde permaneceu no cargo que assumiu com apenas 25 anos de idade.
Em seus primeiros anos, a escola foi dirigida por diretoras estrangeiras e seguiu fundamentos básicos europeus, mais precisamente suíços. A partir de 1945, o seu ensino começou a ter adaptações gradativas, em busca de padrões brasileiros, graças principalmente ao discernimento e à sensibilidade de Noilde Ramalho.
À frente da Escola Doméstica, Noilde imprimiu por mais de meio século, a marca da eficiência, do trabalho, do amor ao ensino. Entre outras realizações, inaugurou o pavilhão de puericultura, fundou a Associação das Ex-alunas, revalidou o curso doméstico de nível colegial, construiu um parque esportivo com ginásio coberto, quadras de vôlei e basquete, piscina e pista de atletismo, construiu e instalou a Biblioteca Auta de Souza, o Centro de Ciências Juvenal Lamartine e um teatro escola com capacidade para 300 pessoas. Mais recentemente, criou a Faculdade Natalense para o Desenvolvimento do Rio Grande do Norte, com cursos de Direito e Administração de Empresas, entre outros.
O poeta e escritor Diógenes da Cunha Lima, no livro Natal-Biografia de uma cidade, a considera um instante nobre da educação brasileira. E acrescenta: “Noilde Ramalho exerce a sua função como se estivesse no primeiro ano de atividades. E confessa o seu entusiasmo. Assim é que está sempre imaginando e realizando novas melhorias [na Escola Doméstica], porque entende que a educação é um processo de mudança e aperfeiçoamento.”
Eulália Duarte Barros, ex-aluna da Escola Doméstica e autora do livro Uma escola suíça nos trópicos, declara: “A Escola Doméstica mudou a vida da mulher do Rio Grande do Norte em sua identidade civil. Ao formar moças das décadas primeiras deste século, com uma educação esclarecida do seu papel como personagem transformadora da sociedade, a Escola inovou. Inovou, incomodou e persistiu.”
A história da Escola Doméstica de Natal confunde-se com a biografia de Noilde Ramalho. E vice-versa.
Dona Noilde Ramalho faleceu no dia 25 de dezembro de 2010, vítima de um edema pulmonar enquanto fazia um cruzeiro pelo sul do Brasil.